# Olivia Dusseková
Olivia Francisca Buckley-Dussek (* kolem roku 1799, podle jiných údajů 29. září 1801 v Londýně – 24. prosince 1847 tamtéž) byla anglická klavíristka, harfenistka a hudební skladatelka. 

## Život a práce
Olivia Francisca se narodila v Londýně jako jediné dítě českého skladatele Jana Ladislava Dusíka (v zahraničí znám jako Dussek) a jeho manželky zpěvačky, klavíristky a harfenistky Sophie Corri-Dussekové. 
V referenčních knihách jsou uváděna různá data narození mezi 1797 a 1801. Pokud by však byl Jan Ladislav Dusík skutečně biologickým otcem, mohlo k porodu jen stěží dojít po roce 1799, neboť Dusík koncem roku 1799 uprchl před věřiteli do Hamburku po skrachovalém hudebním nakladatelství, které založil se svým tchánem Domenicem Corrim (1733–1825) a již se nevrátil. 
Matka vychovávala dceru sama, učila ji hře na harfu i klavír a organizovala pro ni veřejná vystoupení. Své první koncerty v Londýně měla ve věku 8 let. 
Ještě jako neplnoletá se provdala za Williama Richarda Buckleyho, jehož syn Richard Buckley se později stal významným překladatelem mj. Homéra. Kromě výchovy 10 dětí a povinností matky a ženy v domácnosti vedla také aktivní hudební život: koncertovala, přednášela a posledních 7 let svého života byla varhanicí v kensingtonském farním kostele.
Pod synonymem O.B.Dussek (své prostřední jméno Francisca téměř nikdy nepoužívala) vydávala skladby pro harfu s názvem The Harpist´s Friend určenou pro ženy viktoriánského období, který plnil salony jejích rodičů hrou na harfu. 
Vydala také některá vokální díla s názvem Fairy Songs and Ballads for the Young (Pohádkové písně a balady pro mladé). 
Výchova 10 dětí za téměř 25 let, každodenní, hodinové a často nutkavé muzicírování a současně být ženou v domácnosti si vybraly svou daň. Olivia Francisca Buckley-Dussek zemřela v Londýně na Štědrý den roku 1847 v pouhých 48 letech.